# داني كينجاد
داني إيتيو كينجاد (مواليد 28 سبتمبر 1995) هو مُقاتل فنون قتالية مختلطة فلبيني.